# Казакларово
Казакла́рово (рос. Казакларово, башк. Ҡаҙаҡлар) — село у складі Дюртюлинського району Башкортостану, Росія. Входить до складу Учпілинської сільської ради.
Населення — 223 особи (2010; 247 2002).
Національний склад:
- татари — 92 %